# Anchuela del Campo
Anchuela del Campo es una localidad española del municipio de Establés, perteneciente a la provincia de Guadalajara, en la comunidad autónoma de Castilla-La Mancha.

## Geografía
Situada a escasos kilómetros de Establés, cuenta con interesante iglesia y caserío. Próxima a la localidad se encuentra el curso del río Mesa.

## Historia
A mediados del siglo XIX, el lugar, por entonces con ayuntamiento propio, tenía contabilizada una población de 275 habitantes. Aparece descrito en el segundo volumen del Diccionario geográfico-estadístico-histórico de España y sus posesiones de Ultramar de Pascual Madoz de la siguiente manera:

ANCHUELA DEL CAMPO: l. con ayunt. de la prov. de Guadalajara (18 leg.), part. jud. de Molina (4), aud. terr. y c. g. de Madrid (28), adm. de rent. y dióc. de Sigüenza (9): sit. en una llanura á la cual rodean unos pequeños cerros prolongados; le baten los aires S., O. y N. que constituyen un clima templado, y se padecen catarros y erupciones: tiene 69 casas, algunas de construccion regular y mediana comodidad, pero las mas de escasa habitacion: la que sirve de consistorial y cárcel no es de mejor fábrica; en ella se halla tambien la sala de escuela desempeñada por el sacristan que percibe 4 celemines de trigo pagados por las familias de los 25 niños que concurren: su igl. parr. fué reedificada con mucha solidez el año 1791 á espensas de D. José Perez, natural de este pueblo, y residente en América: está dedicada á San Miguel, y es de curato perpétuo de la cámara; en las afueras hay una ermita titulada de Ntra. Sra. de la Soledad, y varias fuentes de agua dulce y delgada. Confina el térm. por N. con Estables; E. Concha; S. Amayas y Labros; O. Turmiel, todos á 1/2 leg. de dist. poco mas ó menos: comprende 1,300 fan. de tierra de cultivo, de las cuales son 500 de primera clase; 700 de segunda y 100 de tercera, algo de monte chaparral y de sabinas, varias corralizas para encerrar ganados menudos, y un desp. llamado Sta. Cruz, cuya antigüedad se ignora: le cruza á poco mas de 1/4 leg. el r. Mesa, que tiene un puente de piedra en la ant. carretera de Aragon, y el arroyuelo la Hoz de poco raudal: el terreno es quebrado por una continuacion de cabezos escalonados, y para el cultivo se aprovechan las cañadas que forman los mismos: pasa por el pueblo la ant. carretera de Madrid á Zaragoza, la cual transitan algunos carruages, especialmente los que de Madrid se dirigen á Molina y Teruel: se toma la correspondencia en Molina dos veces á la semana por medio de un cartero, que paga en union con los otros pueblos comarcanos: prod.: trigo, centeno, cebada, avena, guisantes y yeros: se mantienen 3,000 cab. de ganado lanar y 120 caballerías mayores y menores: ind. un molino harinero: pobl.: 60 vec.: 275 alm.: cap. prod.: 960,300 rs.: imp.: 86,247: contr.: 2,293 rs. vn.: presupuesto municipal: 1,200, del que se pagan 240 al secretario por su dotacion: se cubre con el prod. de una pequeña posada, el de la taberna y abaceria, y el deficit por repartimiento vecinal.
(Madoz, 1845, p. 274)

El municipio de Anchuela del Campo desapareció en 1974, al ser incorporado al término municipal de Establés.

## Demografía
| Gráfica de evolución demográfica de Anchuela del Campo entre 1842 y 1970 |
| |
| Población de derecho según los censos de población del INE Población de hecho según los censos de población del INEEntre el censo de 1981 y el anterior, este municipio desaparece porque se integra en el municipio Establés |

## Patrimonio

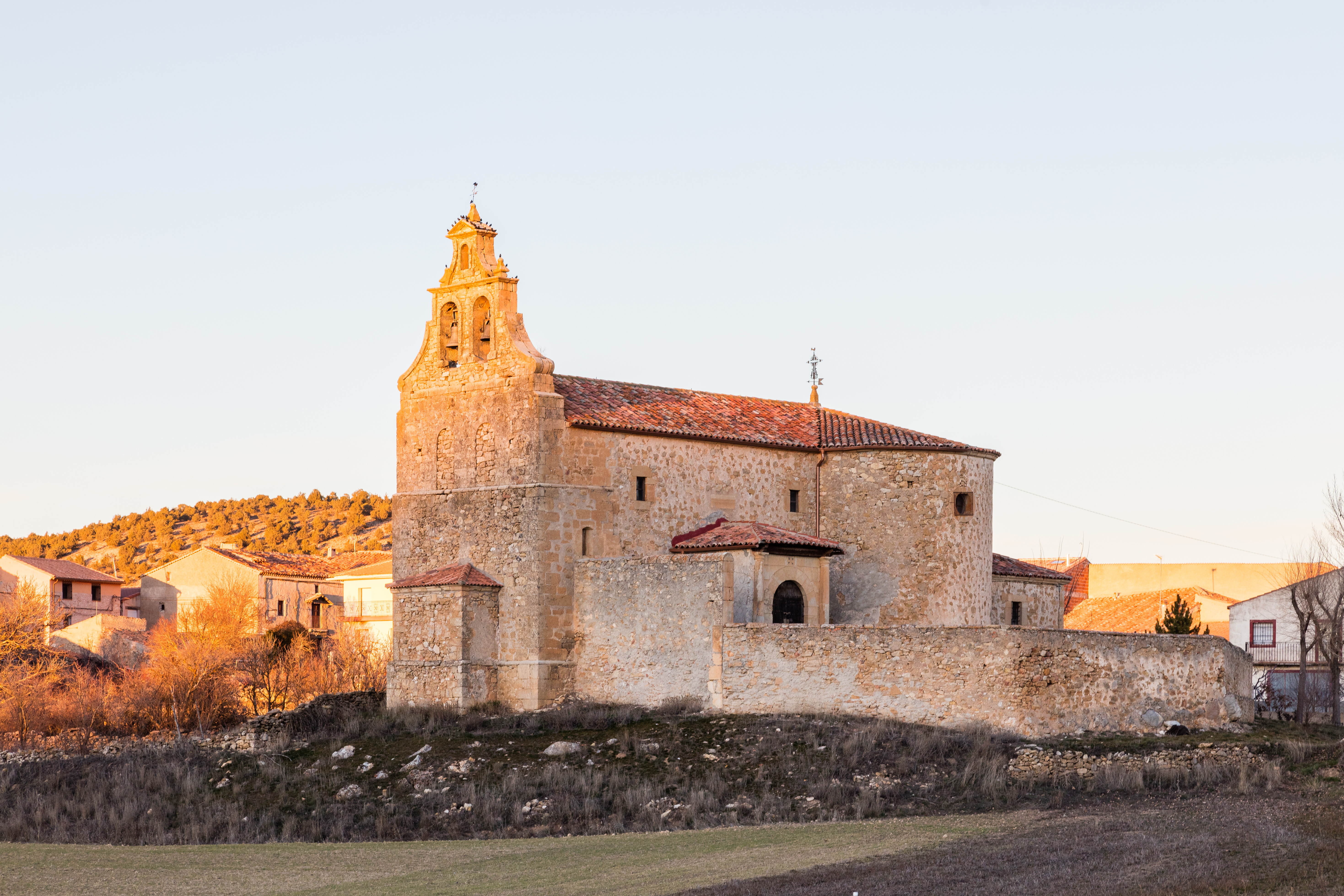
Iglesia de San Miguel

En la localidad hay una iglesia bajo la advocación de San Miguel, reedificada en 1791.